# 清教学園中学校・高等学校
清教学園中学校・高等学校（せいきょうがくえんちゅうがっこう・こうとうがっこう）は、大阪府河内長野市にある私立中学校・高等学校。学校法人清教学園が運営する。

## 概要
キリスト教主義（プロテスタント）に基づいて運営している中高一貫校。系列に清教学園幼稚園がある。文武両道を基本とし、全国大会レベルの成績をおさめる部活動もある。
「神なき教育は知恵ある悪魔をつくり、神ある教育は愛ある知恵に人を導く」という建学の精神、「神を愛し、人を愛し、真理を追究して知性を高める」という志のもとに教育が進められている。

## 沿革
- 1948年 教会教育機関「清教塾」を現在の幼稚園内に開塾
- 1949年 「清教塾」を西代711（中山家敷地内）に建設
- 1951年 学校法人清教学園中学校を設立
- 1967年 河内長野市古野町から現在地に移転
- 1968年 高等学校開校（全日制・普通科）
- 1973年 高等学校英語科設置
- 1983年 初の海外修学旅行（韓国）
- 1985年 学園ホール棟竣工
- 1986年 制服をブレザー型に変更
- 1987年 清水校地取得、海外英語研修プログラムを米国で開始
- 1988年 アメリカ、カーメル市のカーメル中学校と姉妹校提携を結ぶ。この後、学園とカーメルの国際交流が活発になり、河内長野市とカーメル市が1994年に姉妹都市の調印が行われた。
- 1991年 創立40周年、チャペル竣工、中学棟竣工
- 1993年 中国の南京外国語学校と姉妹校提携を結ぶ。
- 1994年 国際交流・英語科開設20周年
- 1995年 第二体育館（武道場）竣工
- 1997年 高等学校普通科に理数コース開設、自然観察路（白樫の径）完成
- 1998年 高等学校設立30周年・清教会館竣工
- 1999年 オーストラリアのキングス・クリスチャン・カレッジと姉妹校提携を結ぶ。
- 2000年 創立50周年、サイエンス棟竣工、カンボジア・プノンサン小学校へ校舎(5教室)寄贈
- 2001年 チャペルにパイプオルガン設置
- 2002年 総合図書館「リブラリア」完成
- 2005年 総合体育館竣工
- 2006年 教室棟(9教室)竣工
- 2007年 新校地取得（河内長野市河合寺）、S特進コース・大学連携コース開設
- 2009年 高校英語科廃止
- 2010年 S特進コースにⅠ類・Ⅱ類開設
- 2011年 創立60周年
- 2015年 文部科学省スーパーグローバルハイスクールアソシエイト校に認定
- 2017年 韓国の現代青雲高校と姉妹校提携を結ぶ。
- 2018年 ラーニングコモンズ設置
- 2019年【文部科学省】WWL（ワールド・ワイド・ラーニング）コンソーシアムに参加
- 2021年創立70周年
- 2021年【文部科学省】SGH（スーパーグローバルハイスクール）ネットワーク認定校

## 学科
- 中学校 - S特進コースI類、S特進コースII類
- 高等学校 - 普通科S特進理系コース、普通科S特進文系コース（希望により高校2年生進級時に文理の進路変更可）

## 部活動
- 高校の野球部は、2006年高校秋季大会大阪ベスト4、2007年79回春季大会の都道府県別「21世紀枠」候補校になった。
- 高校なぎなた部はインターハイで複数回優勝している。
- かつて存在した新聞部は、1970年代に優秀高校新聞として受賞している。
- 中学の吹奏楽部は、大阪代表として吹奏楽コンクール関西大会出場や、2008年に日本管楽合奏コンテスト全国大会に出場を果たしている。
- 高校の吹奏楽部は、マーチングバンド関西大会や吹奏楽コンクール大阪府大会などに出場を果たしている。また毎年3月末には河内長野市のラブリーホールで定期演奏会（中高合同）を行っている。
- 全国選抜中学校テニス選手権大会では第3回（2015年3月）、第4回（2016年3月）、第5回（2017年3月）の3年連続出場をしている。全国中学校テニス選手権大会では第42回（2015年 福島）、第43回（2016年 富山）の2年連続出場を果たした。また2016年は初のダブルス個人戦出場も果たした。

## 著名な出身者

### 学者
- 辻田真佐憲（歴史家）

### 芸能・芸術
- 内田裕也（ミュージシャン）中学2年時に転校
- 笑福亭純瓶（落語家）
- 村松亮太郎（映画監督）

### マスコミ
- 高橋真理恵（アナウンサー）
- 竹田基起（アナウンサー）

### スポーツ
- 水田章雄（元プロ野球選手）

## その他
- プール施設がないため水泳授業がない。一方で体育の授業では薙刀などが開講されている。
- 中学では「聖書」、高校では「キリスト教概論」の授業がある。
- 2006年に問題になった必修科目履修漏れ問題で、清教学園も情報科の履修に対して、理系には「数学演習」、文系には「国語演習」として授業していたことにより、不足分の補習をおこなった。
- 2010年には、中学教室の黒板が全てホワイトボードに変更され、電子黒板が設置された。
- 学校の敷地に繋がる通学路は「白樫の径（しらかしのみち）」と呼ばれ、厳しい坂道と傾斜のきつい階段で知られる。以前は登校時のみ使用可能だったが、当時の理事長をはじめとした人々の尽力により、現在は登下校ともにこの道が駅までの通学路に指定されている。
- 映画『鬼ガール!!』(2020年、SPD)では、主人公たちが通う高校として、同校協力のもとで撮影が行われた[2]。

## 交通
- 河内長野駅（南海高野線・近鉄長野線）下車。南東へしらかしの径を通って徒歩10分
- 南海本線岸和田駅・泉佐野駅（阪和線・熊取駅経由）、南海泉北線・和泉中央駅、水間鉄道・水間観音駅よりスクールバス（4ルート）